# Феудо Басо (Терамо)
Феудо Басо (итал. Feudo Basso) је насеље у Италији у округу Терамо, региону Абруцо.
Према процени из 2011. у насељу је живело 42 становника. Насеље се налази на надморској висини од 206 м.